# DM i svæveflyvning 2022
Danmarksmesterskabet (DM) i svæveflyvning 2022 gennemførtes af to omgange fra Svæveflyvecenter Arnborg i perioderne 26. maj - 5. juni og 9. - 17. juli 2022.
Første periode havde deltagelse af 55 fly og havde vejr til at opnå fem gyldige konkurrencedage. De nyere flytyper Schleicher AS 33, Schempp-Hirth Ventus-3 og Jonker JS-3 Rapture mødtes i 18-meter-klassen og besatte her de første tre placeringer med meget snæver indbyrdes margen.
I sidste periode gennemføres konkurrencen for junior-klassen sammen med Sun-Air Cup.

## Vindere
Konkurrencen havde følgende klassevindere:
- For klubklasse: Rasmus Ørskov fra Svæveflyveklubben SG-70 i en Schleicher ASW 20[2]
- For 18-meter klasse: Stig Øye fra Polyteknisk Flyvegruppe i en Schempp-Hirth Ventus-3[3]
- For standardklasse: Jacob Bøgelund Lassen fra Herning Svæveflyveklub i en Schempp-Hirth Discus-2[4]
- For 15-meter klasse: Morten Nørgaard fra Billund Svæveflyveklub i en Schleicher ASW 27[5]
- For 2-sædet klasse: Jørgensen & Nielsen fra Midtsjællands Svæveflyveklub i en Schempp-Hirth Arcus[6]
- For junior-klasse: Kevin Kjær Andersen fra Svæveflyveklubben SG-70 i en Rolladen Schneider LS8[7]